# Eleocharis diandra
Eleocharis diandra är en halvgräsart som beskrevs av Charles Wright. Eleocharis diandra ingår i släktet småsäv, och familjen halvgräs. Inga underarter finns listade i Catalogue of Life.